# Astragalus melanocomus
Astragalus melanocomus är en ärtväxtart som beskrevs av Mikhail Grigoríevič Popov. Astragalus melanocomus ingår i släktet vedlar, och familjen ärtväxter. Inga underarter finns listade i Catalogue of Life.